# Robert Limpert

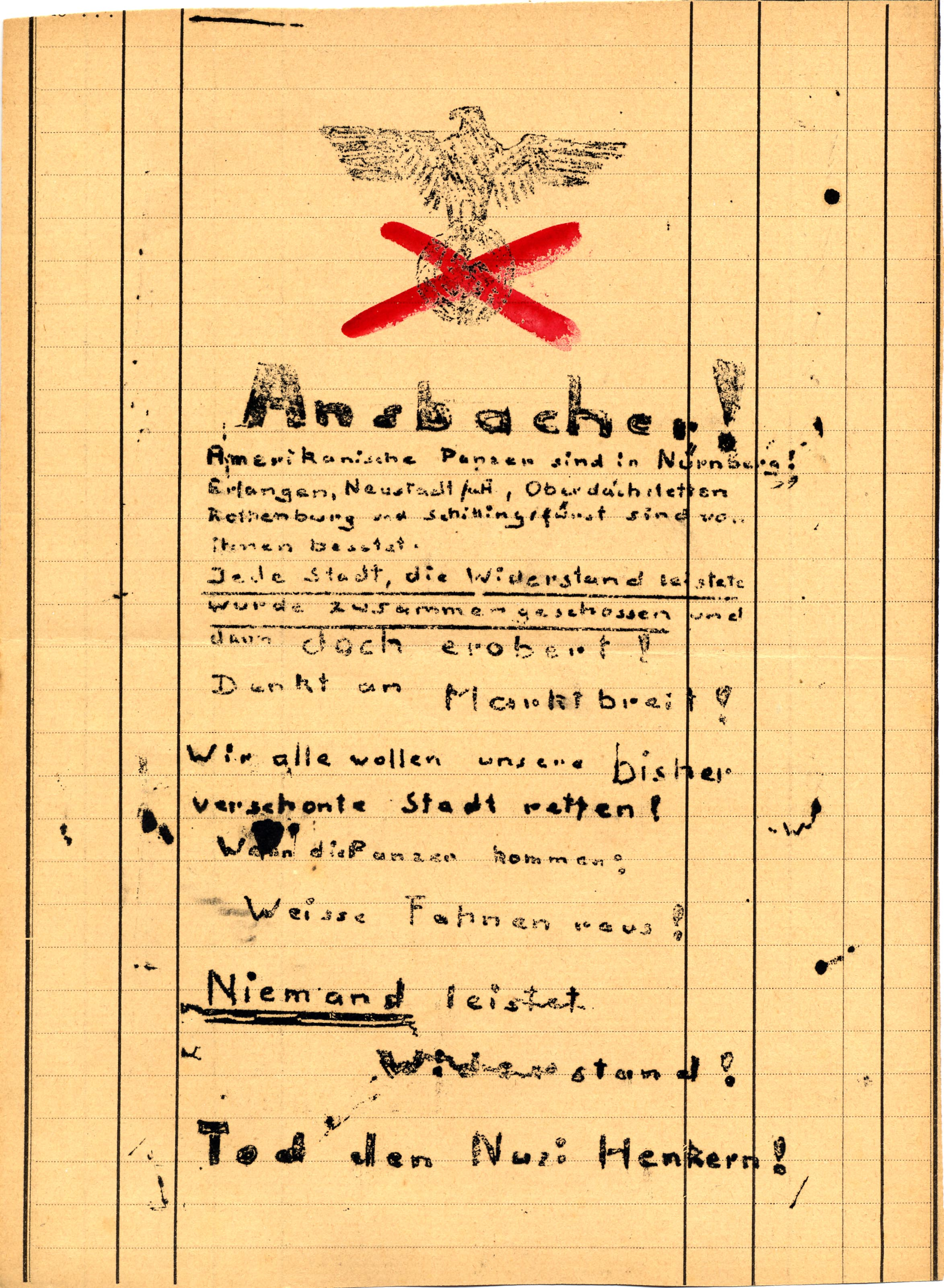
Flugblatt von Robert Limpert vom April 1945

Robert Limpert (* 15. Juli 1925 in Ansbach; † 18. April 1945 ebenda) war ein deutscher Widerstandskämpfer gegen die Diktatur des Nationalsozialismus. Er wurde in den letzten Tagen des Zweiten Weltkrieges hingerichtet, weil er die Telefonleitungen eines aufgegebenen Gefechtsstandes der Wehrmacht in Ansbach gekappt hatte.

## Leben

### Kindheit und Schulzeit

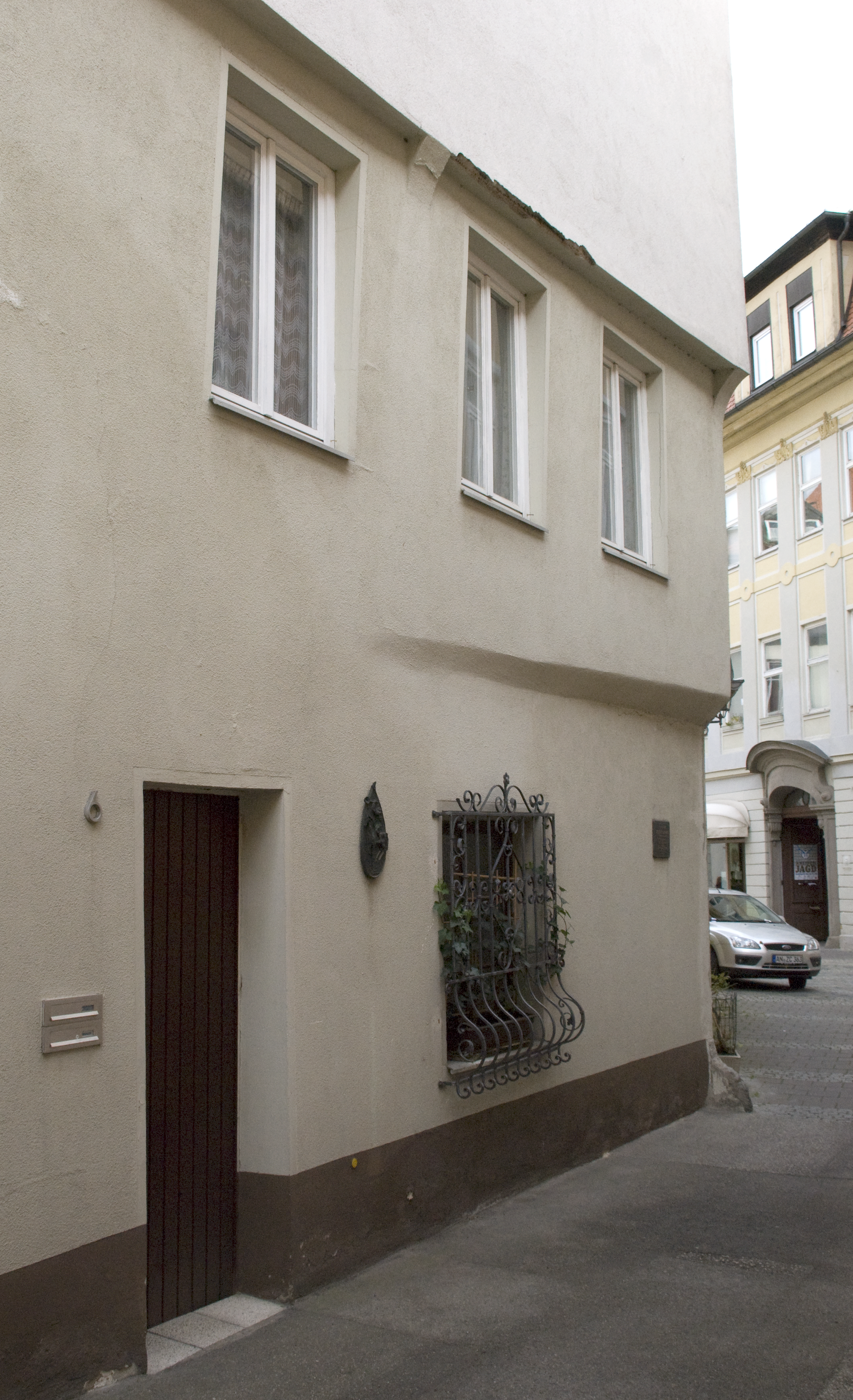
Limperts Geburtshaus in der Kronenstraße 6 in Ansbach

Robert Limperts Vater war Reichsbahninspektor, später arbeitete er als Verwaltungsbeamter für den Ansbacher Landrat. Ein Onkel war zuerst Domkaplan in Bamberg und dann Pfarrer in der Oberpfalz. Robert Limpert wurde von seinen Eltern in der vorwiegend evangelischen Stadt Ansbach „streng katholisch“ erzogen. Limpert war Brillenträger und möglicherweise wegen einer früh erkannten Herzkrankheit füllig.

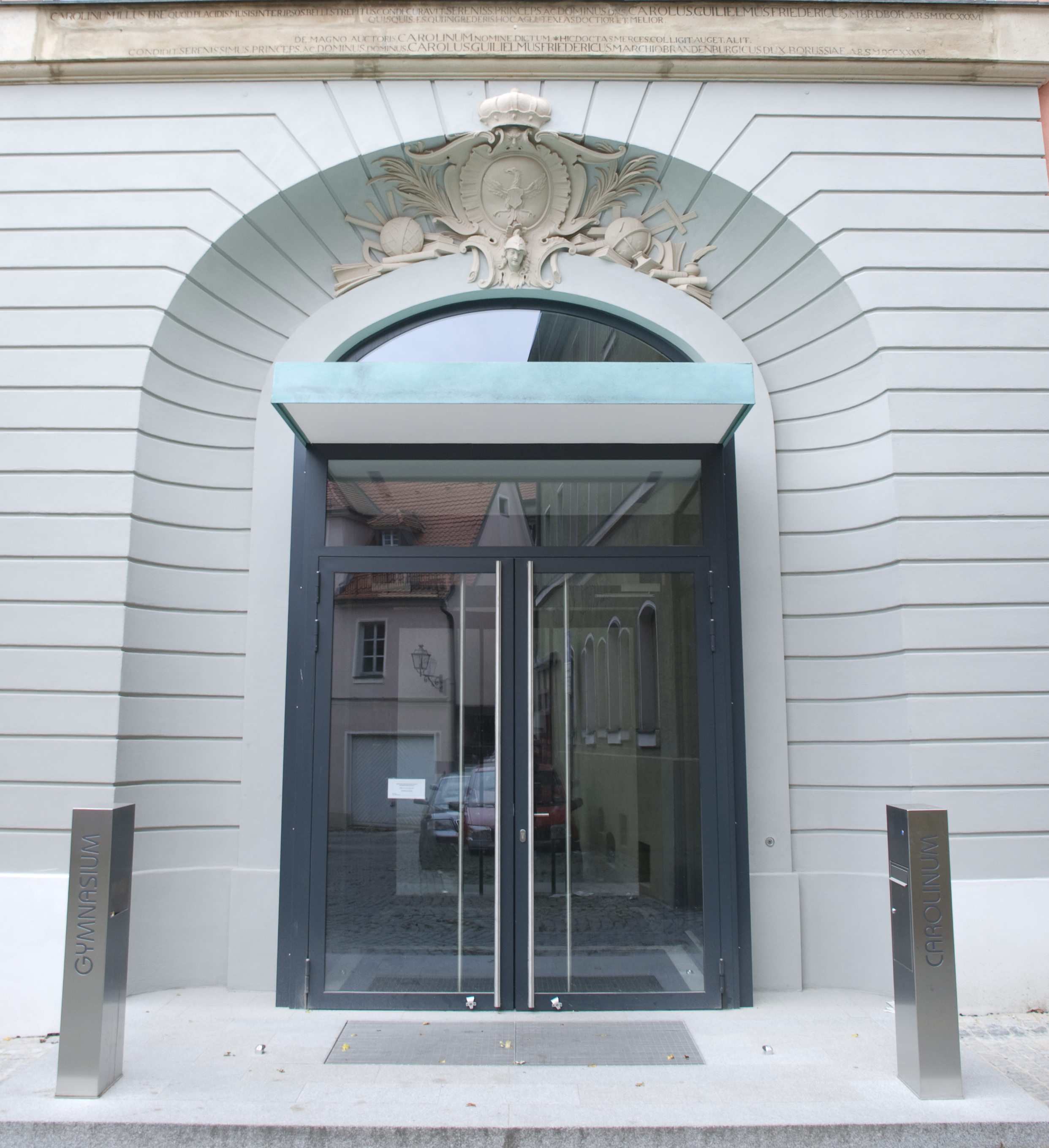
Hauptportal des Gymnasiums Carolinum in Ansbach

Limpert besuchte vier Jahre lang die Volksschule in Ansbach und trat dann auf das humanistische Gymnasium Carolinum über. Er erzielte gute bis sehr gute Leistungen und war hin und wieder Klassenbester. Vom Sportunterricht war er wegen der Herzkrankheit befreit. 1943 wurden Robert Limpert und sein Freund Wolfgang Hammer verdächtigt, während der Nachtwache im Gymnasium, die wegen der alliierten Luftangriffe durchgeführt wurde, Verdunkelungsvorhänge beschädigt und regimekritische Tafelanschriften angebracht zu haben. Tatsächlich war für Limpert der Nationalsozialismus mit seinem Glauben unvereinbar. Zusammen mit anderen Schülern der Klasse versteckten Limpert und Hammer ein Mikrofon in dem Raum, in dem die Lehrer die Strafen für die vermeintlichen Missetäter besprachen. Die Schüler wurden nach kurzer Zeit ertappt und Hammer und Limpert der Schule verwiesen. Nach Aussagen Hammers verhalfen jedoch der Schulleiter und sein Stellvertreter den beiden Schülern zu der Möglichkeit, an einem Gymnasium in Erlangen unterzukommen. Dort legte Limpert „ein ausgezeichnetes Abitur ab. In Latein, Griechisch und Deutsch schloß er mit 1 ab, in allen anderen Fächern, mit Ausnahme der Mathematik, mit der Note 2.“

### Studium und Widerstand

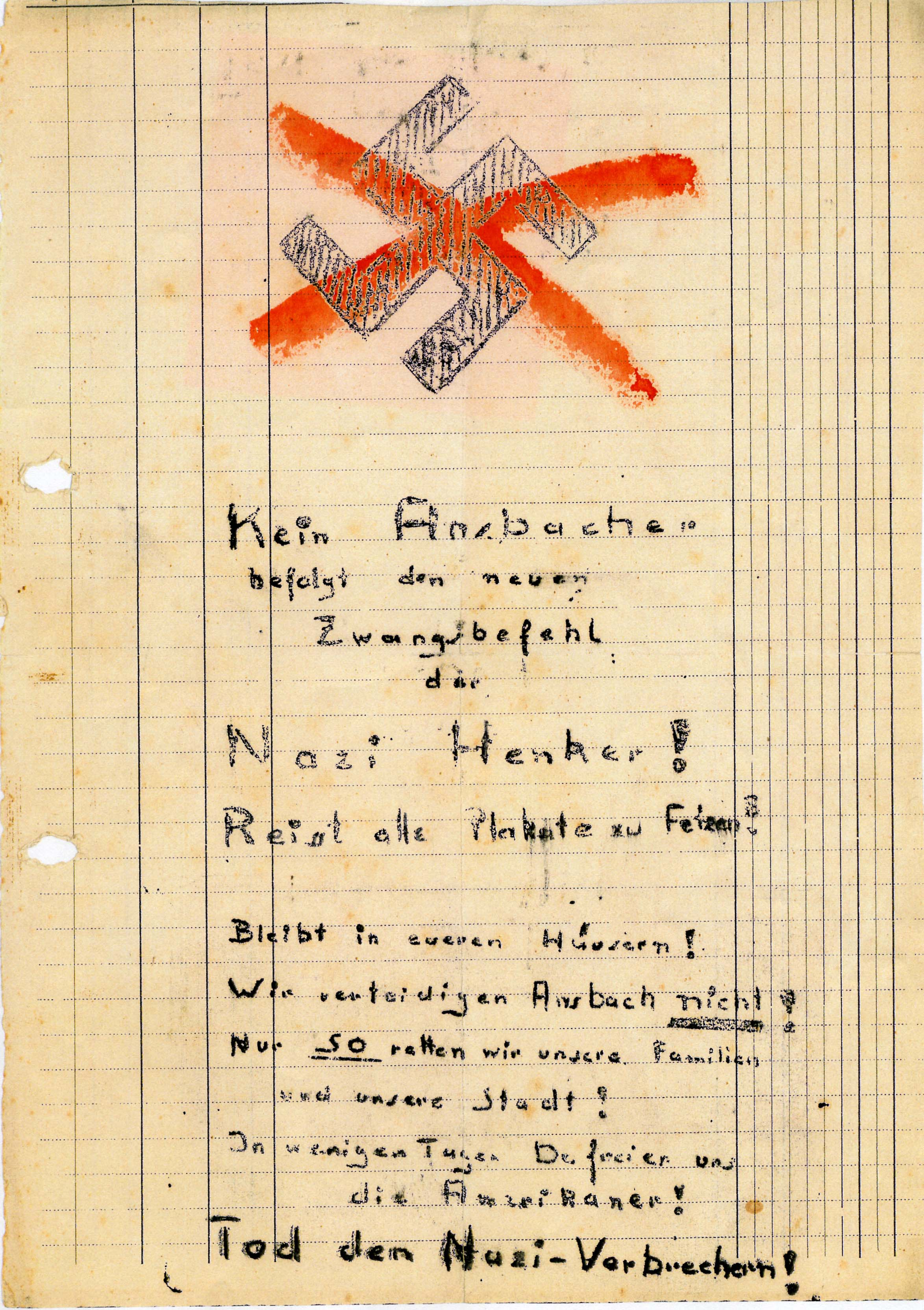
Flugblatt von Robert Limpert

Wegen der Herzerkrankung wurde Limpert nicht zum Kriegsdienst eingezogen; dem Sprachentalent (er beherrschte Latein, Griechisch, Englisch, Französisch und Italienisch, außerdem ein wenig Arabisch, Neupersisch und Türkisch) war es dennoch aufgrund unterschiedlicher Probleme weder möglich, das angestrebte Studium der Orientalistik in Wien oder deutschen Universitätsstädten aufzunehmen noch an der Schweizer Universität Freiburg zu studieren. Daher wurde er im Wintersemester 1944/45 Gasthörer an der Julius-Maximilians-Universität Würzburg.
Am 8. Februar 1945 schrieb Limpert sein Testament im Bewusstsein, dass seine politische Gesinnung ihn ständig in Lebensgefahr brachte, aber auch unter dem Eindruck seiner schweren Herzerkrankung. Darin nahm er auch seinen Wahlspruch „Pietas, Caritas, Castitas“ auf. Auch schrieb er zu diesem Zeitpunkt seine Todesanzeige.
Als Limpert im März 1945 doch noch zum Kriegsdienst verpflichtet wurde, erlitt er bei einem Luftangriff auf Würzburg einen schweren Herzanfall und wurde in der Folge wieder ausgemustert. Nachdem der Bombenangriff auf Würzburg am 16. März 1945 die Stadt schwer beschädigt hatte, kehrte Limpert nach Ansbach zurück. Er machte kein Geheimnis daraus, dass er Kriegsgegner war; eine Verteidigung Ansbachs gegen die überlegenen Amerikaner war in seinen Augen sinnlos, weil die Alliierten offensichtlich im Laufe der Invasion schon weitaus größere Hindernisse überwunden hatten. Am 22. Februar 1945 wurde die Ansbacher Bahnhofsgegend schwer von alliierten Bombenangriffen getroffen. Während amerikanische Truppen sich von Ochsenfurt her der Stadt näherten, kam es in Standgerichten zu Todesurteilen gegen Menschen, die weitere sinnlose Opfer vermeiden wollten. Limpert verteilte nachts Flugblätter, die zur kampflosen Übergabe der Stadt aufriefen.

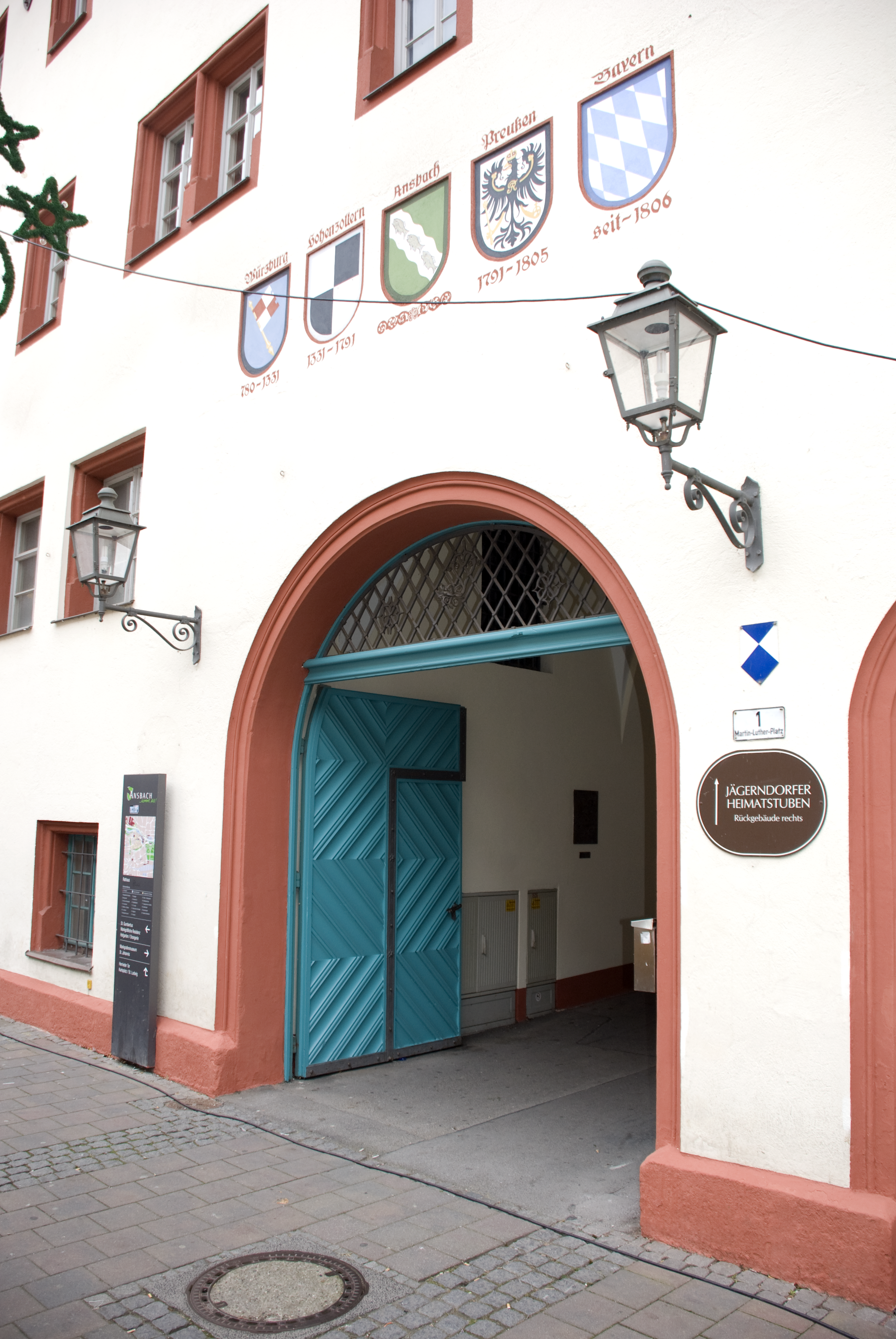
Ansbacher Rathaustor

Am 18. April standen amerikanische Truppen wenige Kilometer vor Ansbach; nur noch vereinzelte Wehrmachtseinheiten waren zur Verteidigung zurückgeblieben. Nicht wissend, dass der Gefechtsstand des Kampfkommandanten bereits verlegt worden war, durchtrennte Limpert mit der Zange die Telefonverbindung zwischen dem ehemaligen Gefechtsstand und den Truppen in der Vorstadt. Dabei wurde er von zwei Hitlerjungen bemerkt, die ihre Beobachtung an umstehende Erwachsene weitergaben, die wiederum die Polizei informierten. Limpert wurde in seinem Elternhaus verhaftet. Der Kampfkommandant Oberst Ernst Meyer verurteilte Limpert in einem Standgericht zum Tode. Limpert sollte an einem Haken am Rathaustor gehängt werden; es gelang ihm, sich von seinen Wächtern zu lösen und einige Meter weit zu fliehen, er wurde jedoch zum Rathaus zurückgebracht. Oberst Meyer legte ihm die Schlinge um den Hals, doch als Limpert emporgezogen wurde, riss der Strick. Meyer knüpfte eine neue Schlinge, Limpert wurde abermals emporgezogen und starb wenige Stunden, bevor amerikanische Truppen gegen 17:30 Uhr die Stadt übernahmen und den Leichnam abnahmen. Ian Kershaw beschrieb diese Vorgänge mit Augenmerk auf die Umstände der damaligen Zeit.

## Nachwirken und Kontroverse
Oberst Ernst Meyer wurde nach Kriegsende wegen Totschlag zu einer Zuchthausstrafe von 10 Jahren verurteilt und nach sechs Jahren vorzeitig entlassen. Seine Tochter Ute Althaus verarbeitete die Tat ihres Vaters, der den Schritt zeitlebens nicht bereute, in dem Buch „NS-Offizier war ich nicht.“ Die Tochter forscht nach.
An seinem Geburtshaus in der Kronenstraße 6 in Ansbach wurde 1970 eine private Gedenktafel für Robert Limpert angebracht. Eine weitere Tafel befindet sich seit 1985 in einer Kapelle der Pfarrkirche St. Ludwig. Die Stadt Ansbach konnte sich aus verschiedenen Gründen bis in die 1980er Jahre nicht dazu entschließen, Robert Limperts Einsatz entsprechend zu gedenken. Projekte mit diesem Ziel „konnten […] nur gegen starke Widerstände durchgesetzt oder an versteckten Orten realisiert werden.“ Zum einen hielt sich das Gerücht, mit dem auch Oberst Meyer seine Tat nachträglich rechtfertigte: Limperts Aktion hätte den Rückzug von Wehrmachtseinheiten verhindert und sie damit zum Tode verurteilt – tatsächlich war der Gefechtsstand, von dem die gekappten Telefonleitungen ausgingen, aber bereits geräumt worden. Zum anderen waren „zu viele ehrbare Bürger […] in fataler Weise in den Fall verwickelt; deshalb durfte Limpert kein Denkmal gesetzt werden.“ Ein 1986 von der Ansbacher Friedensbewegung für das Rathaus gestifteter Gedenkstein wurde am Waldfriedhof aufgestellt; im Durchgang zum Innenhof hinter dem Torbogen des Rathauses befindet sich eine Stiftertafel, weil nach Angaben einer Stadträtin „kein Kainsmal am Rathaus“ gewünscht wurde. Eine weitere offizielle Gedenktafel wurde neben der privaten in der Kronenstraße 6 angebracht. Auf dem Waldfriedhof befindet sich ein Gedenkstein an der Auffahrt zur Aussegnungshalle links.
Im ersten Stock des Gymnasiums Carolinum befindet sich eine Gedenktafel mit der Aufschrift:
Ruinam patriae prohibiturus
infamem mortem pertuli.
In Memoriam Robert Limpert.
15. VII. 1925 – 18. IV. 1945
1935 – 1943 Schüler an
diesem Gymnasium.
Pietas . Caritas . Castitas
Am 11. April 1989 entschloss sich der Ansbacher Stadtrat nach langer Debatte mit nur einer Stimme Mehrheit zur öffentlichen Ehrung von Robert Limpert. Vorausgegangen war ein starkes Engagement einer Schülergruppe der Luitpoldschule in Ansbach.
Die Ansbacher Regionalgruppe der Bürgerbewegung für Menschenwürde in Mittelfranken verleiht seit 2002 den „Robert-Limpert-Preis für Zivilcourage.“

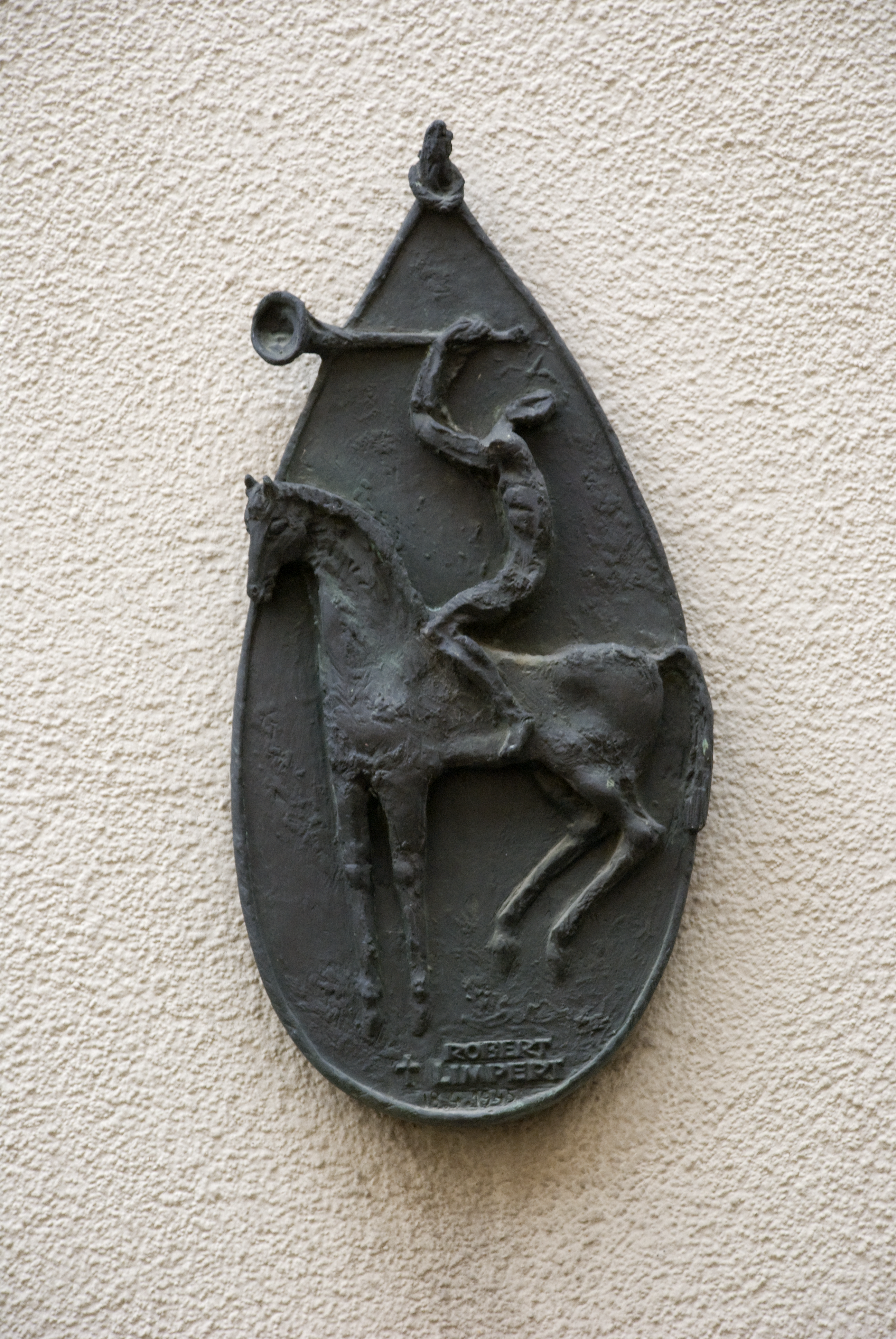
Private Gedenkmedaille am Geburtshaus
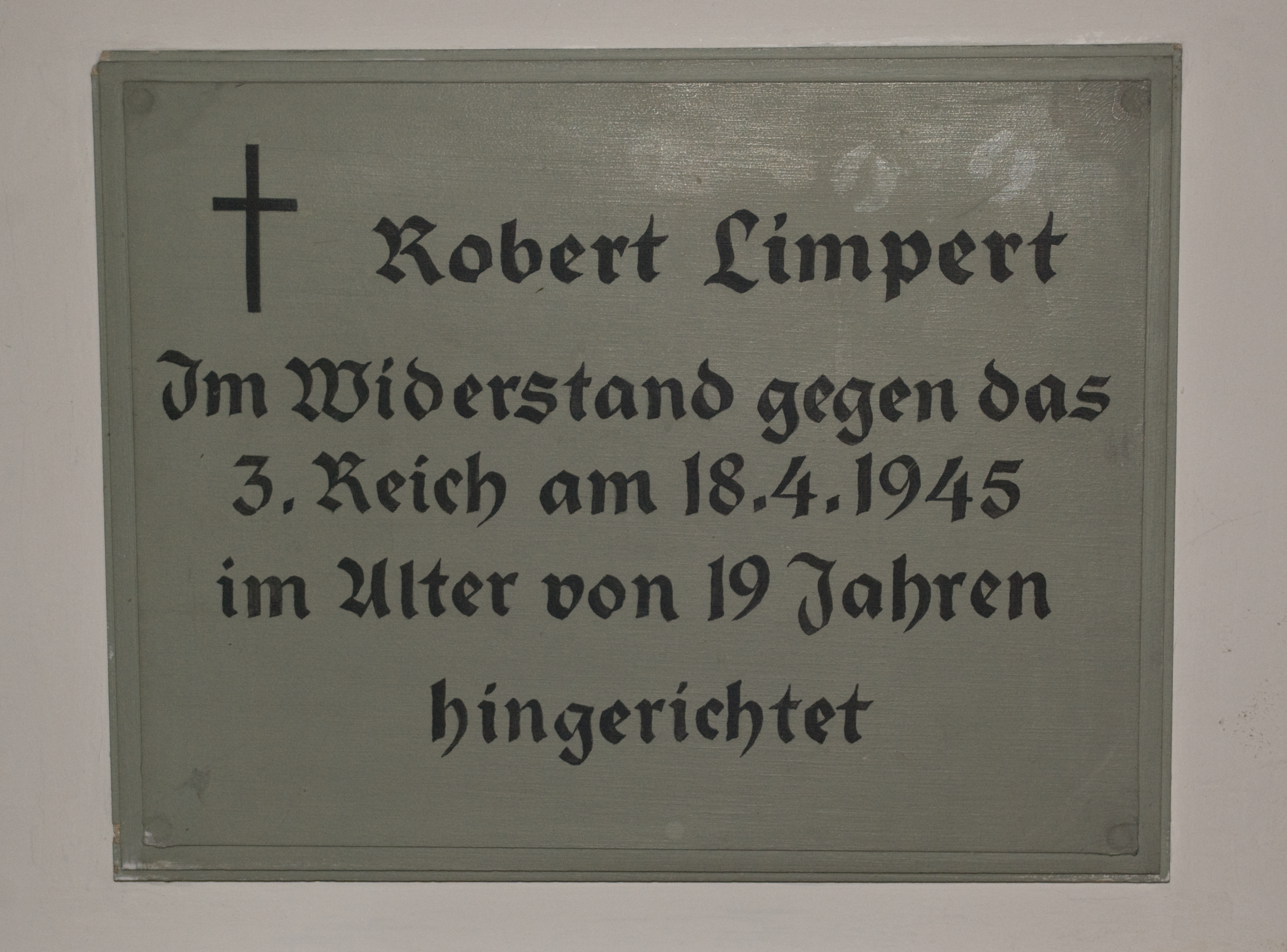
Gedenktafel in der Kirche St. Ludwig
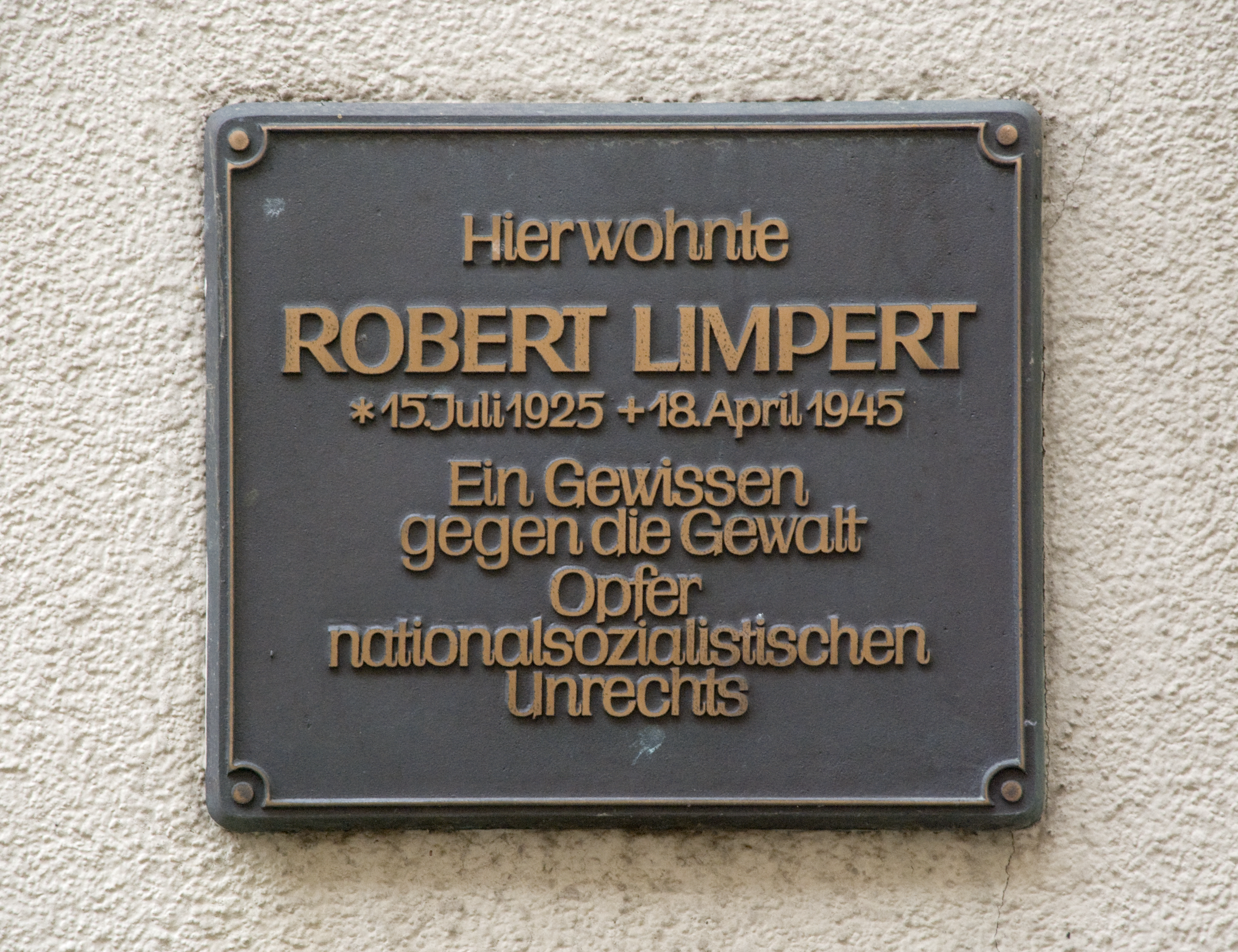
Offizielle Gedenktafel am Geburtshaus
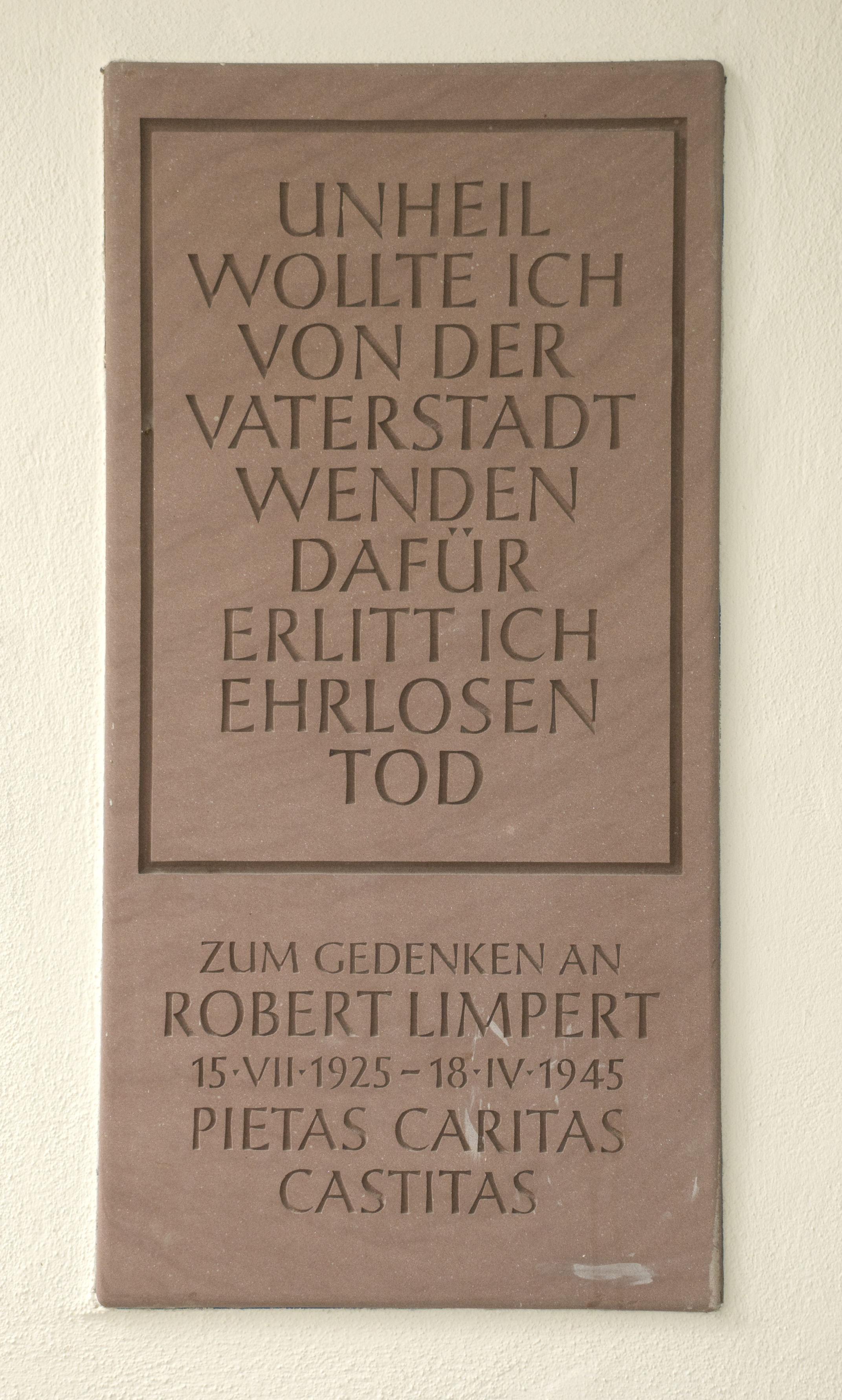
Stiftertafel am Rathaus

Die katholische Kirche hat Robert Limpert im Jahr 1999 als Glaubenszeugen in das deutsche Martyrologium des 20. Jahrhunderts aufgenommen.
Der „Staatlichen Berufsschule zur sonderpädagogischen Förderung“ wurde am 7. Mai 2015 der Name „Robert-Limpert-Berufsschule“ verliehen.
Im gleichnamigen Song Robert Limpert von 2015 erinnern Heinz Rudolf Kunze mit seiner Band Räuberzivil an das NS-Verbrechen und sein Opfer.
Im Jahr 2022 wurde in einem Neubaugebiet im Ortsteil Hennenbach eine Straße nach Robert Limpert benannt.